# Ewa Białkowska
Ewa Białkowska (ur. 19 marca 1959 w Elblągu) – polska panczenistka, trenerka.

## Kariera
Zawodniczka Olimpii Elbląg. Wzorem do naśladowania była dla niej Helena Pilejczyk, brązowa medalistka olimpijska z Squaw Valley 1960.
W 1975 roku na Ogólnopolskiej Spartakiadzie Młodzieży w Augustowie wywalczyła jeden srebrny i cztery brązowe medale, natomiast w 1978 roku zdominowała zawody łyżwiarstwa szybkiego zdobywając pięć złotych medali oraz tytuł największej indywidualności zawodów. Wywalczyła także dwukrotnie mistrzostwo Polski w wieloboju (1978, 1979).
W trakcie studiów na Akademii Wychowania Fizycznego Józefa Piłsudskiego w Warszawie została członkiem kadry narodowej, w której była wówczas drugą obok Erwiny Ryś-Ferens najlepszą zawodniczką: 5-krotnie startowała na wieloboju (1980 – 27. miejsce, 1981 – 23. miejsce, 1982 – 24. miejsce, 1983 – 25. miejsce, 1984 – 28. miejsce), dwukrotnie na mistrzostwach świata w wieloboju sprinterskim (1979 – 23. miejsce, 1982 – 28. miejsce) oraz na mistrzostwach Europy w wieloboju 1981 w holenderskim Heerenveen, w których zajęła 15. miejsce. Jest także czterokrotną medalistką mistrzostw Polski w wieloboju (1 złoty – 1982, 1 srebrny – 1984, 2 brązowe – 1980, 1981) oraz wicemistrzynią Polski w wieloboju sprinterskim 1983.
Dobrze zapowiadającą się karierę przerwała kontuzja podczas treningu siłowego na Stegnach w Warszawie w 1983 roku.

## Wyniki
Mistrzostwa świata w wieloboju
- Hamar 1980: 27. miejsce
- Sainte-Foy 1981: 23. miejsce
- Inzell 1982: 24. miejsce
- Karl-Marx-Stadt 1983: 25. miejsce
- Deventer 1984: 28. miejsce

Mistrzostwa świata w wieloboju sprinterskim
- Inzell 1979: 23. miejsce
- Alkmaar 1982: 28. miejsce

Mistrzostwa Europy w wieloboju
- Heerenveen 1981: 15. miejsce

Mistrzostwa Polski w wieloboju
- Warszawa 1980:
- Warszawa 1981:
- Warszawa 1982:
- Warszawa 1984:

Mistrzostwa Polski w wieloboju sprinterskim
- Zakopane 1983:

Mistrzostwa Polski juniorów
- Zakopane 1978:
- Zakopane 1979:

## Kariera trenerska
Ewa Białkowska po zakończeniu kariery sportowej i uzyskaniu dyplomu magistra rozpoczęła karierę trenerską w Orle Elbląg, w którym trenowała młodych utalentowanych zawodników, którzy z powodzeniem startowali w krajowych i zagranicznych zawodach.
W 2002 roku została trenerką kadry narodowej mężczyzn. Pod jej wodzą Paweł Zygmunt na mistrzostwach Europy w wieloboju 2003 w holenderskim Heerenveen zajął 3. miejsce na dystansie 5000 metrów (10. miejsce w wieloboju).
Sukcesy podopiecznych Białkowskiej w Polsce mężczyzn w latach 2002–2006 (chronologicznie)
| Medal | Zawodnik      | Zawody                         | Konkurencja | Rok  |
| ----- | ------------- | ------------------------------ | ----------- | ---- |
|       | Paweł Zygmunt | Mistrzostwa Europy w wieloboju | 5000 m      | 2003 |

Po nieudanych zimowych igrzyskach olimpijskich 2006 w Turynie rozpoczęła pracę z reprezentacją kobiet, która pod wodzą Białkowskiej odnosiła sukcesy w międzynarodowych zawodach: na zimowej uniwersjadzie 2007 w Turynie Katarzyna Wójcicka zdobyła złoty (1500 m), srebrny (3000 m) i brązowy medal (1000 m), na zimowej uniwersjadzie 2009 w chińskim Harbinie Luiza Złotkowska zdobyła dwa brązowe medale (3000 m i 5000 m) oraz sztafeta w składzie Luiza Złotkowska, Natalia Czerwonka, Ewelina Przeworska zdobyła brązowy medal w biegu drużynowym, na zimowych igrzyskach olimpijskich 2010 w Vancouver sztafeta w składzie Katarzyna Bachleda-Curuś, Katarzyna Woźniak, Luiza Złotkowska niespodziewanie zdobyła brązowy medal w biegu drużynowym, na mistrzostwach świata na dystansach 2012 w holenderskim Heerenveen sztafeta w składzie Natalia Czerwonka, Katarzyna Woźniak, Luiza Złotkowska zdobyła brązowy medal w biegu drużynowym. W 2012 roku zrezygnowała z zajmowanej funkcji z powodów osobistych (narodziny wnuczki), a jej następcą został Witold Mazur.
Sukcesy podopiecznych Białkowskiej w Polsce kobiet w latach 2006–2012 (chronologicznie)
| Medal | Zawodniczka        | Zawody                           | Konkurencja | Rok  |
| ----- | ------------------ | -------------------------------- | ----------- | ---- |
|       | Katarzyna Wójcicka | Uniwersjada                      | 1500 m      | 2007 |
|       | Katarzyna Wójcicka | Uniwersjada                      | 3000 m      | 2007 |
|       | Katarzyna Wójcicka | Uniwersjada                      | 1000 m      | 2007 |
|       | Luiza Złotkowska   | Uniwersjada                      | 3000 m      | 2009 |
|       | Luiza Złotkowska   | Uniwersjada                      | 5000 m      | 2009 |
|       | Polska             | Uniwersjada                      | Drużynowo   | 2009 |
|       | Polska             | Igrzyska olimpijskie             | Drużynowo   | 2010 |
|       | Polska             | Mistrzostwa świata na dystansach | Drużynowo   | 2012 |

Następnie została trenerem-koordynatorem, potem szefem wyszkolenia w PZŁS (Polski Związek Łyżwiarstwa Szybkiego).
Działa także aktywnie na rzecz rozwoju sportu w Elblągu, w którym jest prezesem UKS Viking Elbląg, klubie działającym przy Szkole Podstawowej nr 12 im. Michała Kajki, który pod kierunkiem Białkowskiej osiąga sukcesy w wrotkarstwie szybkim i unihokeju.

## Działalność polityczna
Ewa Białkowska w 2013 roku była kandydatką Ruchu Palikota w przedterminowych wyborach na prezydenta Elbląga, w których z wynikiem 4,84% głosów zajęła 6. miejsce.

## Odznaczenia
- Krzyż Kawalerski Orderu Odrodzenia Polski: 2010[13][14]
- Trener Roku według PKOl: 2011[1]